# Jean Charignon
Pour les articles homonymes, voir Charignon.
Pas d'image ? Cliquez ici
Jean Charignon, né le 5 juin 1905 à Aix-en-Provence et mort le 24 janvier 1977 à Grenoble, était un alpiniste français, membre de la première expédition française en Himalaya, au Karakoram, en 1936.
L'expédition était dirigée par Henry de Ségogne, avec Jean Charignon, Pierre Allain, Jean Leininger, Jean Carle, Jean Deudon, Marcel Ichac, Louis Neltner, Jacques Azémar et le docteur Jean Arlaud. Elle est relatée par le film Karakoram de Marcel Ichac et par le livre collectif Karakoram- Expédition française à l'Himalaya, 1936 (1938), ouvrage dont Jean Charignon a écrit lui-même le dernier chapitre intitulé « Le retour ». Il s'agissait d'affirmer la présence de l'alpinisme français en Himalaya, où les expéditions britanniques, italiennes et allemandes étaient déjà nombreuses. L'objectif : conquérir l'un des quatorze sommets de plus de 8 000 m du globe. Mais la conquête du Hidden Peak (actuel Gasherbrum I, 8 086 m) échoua, Pierre Allain et Jean Leininger étant bloqués par la tempête à 7 100 m en raison de l'arrivée précoce de la mousson.
Jean Charignon était également magistrat (juge à Grenoble), comme son père Albert Charignon (1857-1934) qui était lui-même magistrat, procureur, Président du Tribunal civil de Montpellier, puis 1er président de la Cour d'Appel d'Aix-en-Provence.
Sa femme Geneviève Sandoz, née en janvier 1915 et épousée en 1938, était encore vivante en juin 2019, à l'âge de plus de 104 ans. Elle lui a donné deux enfants : Guy (en 1940) et Anne (en 1942).

## Autre publication
- « Cour d'Appel de Grenoble. Audience solennelle de rentrée du 16 septembre 1959. L'expédition française de 1936 à l'Himalaya, souvenirs d'un participant, discours prononcé par M. Jean Charignon », Melun, impr. administrative, 1960, in-8°, 43 p. (BNF Tolbiac, cote 8-LF112-1888)